# Neil Finn
Neil Mullane Finn (Te Awamutu, Waikato; 27 de mayo de 1958), más conocido artísticamente como Neil Finn es un cantautor y músico neozelandés. Ha formado parte de los grupos más importantes de su país, Split Enz, Crowded House y los Finn Brothers. Se distingue por sus tendencias a lo Beatles, combinando el pop y el rock con una voz cálida y melódica.

## Historia
Comenzó como guitarrista en Split Enz, grupo que lideraba su hermano mayor Tim Finn en los años 70 y 80. Su implicación fue aumentando con el tiempo, destacar éxitos como «I Got You», «History Never Repeats», «One Step Ahead», «Message to My Girl» o «Six Months in a Leaky Boat», entre otros. El grupo se separó en 1984, cuando Neil llevaba el peso del grupo en su último disco See Ya Round.
En 1985 se fundó Crowded House junto a Paul Hester y Nick Seymour, alcanzando la fama mundial gracias a temas como «Don't Dream It's Over», «Distant Sun», «Fall at Your Feet», «Weather with You», etc. En 1991, con el álbum Woodface se une al grupo Tim Finn, aunque solamente durante dicho disco y gira. Más tarde, llegaría Mark Hart y la formación estaría completa. En total grabaron cuatro discos de estudio hasta su disolución en 1996 tras un memorable concierto en Sídney llamado Farewell to the World. 

### Carrera en solitario
Neil Finn combinó sus trabajos en solitario con el dúo Finn Brothers al que también pertenece su hermano Tim. Ha grabado dos discos como solista y uno en vivo en 2001 (7 Words Collide), junto a otras celebridades como Eddie Vedder, Johnny Marr, Lisa Germano y sus hermanos Liam y Tim. 

### Vuelta a Crowded House
En el año 2005 su amigo y compañero Paul Hester (batería de Crowded House) fallece. En 2007 es reemplazado por un nuevo batería, Matt Sherrod. En 2006, decidieron volver como Crowded House cuando Neil y Nick se dieron cuenta de la química que había en los ensayos. La idea inicial era un disco de Neil en solitario.
En 2007 y 2008 triunfa con su regreso a Crowded House con su disco Time On Earth y su gira mundial. En el año 2009, Neil comienza a componer nuevos temas para el próximo trabajo en Crowded House titulado Intriguer. El título está inspirado en una misteriosa sombra que vio el vocalista de Crowded House detrás de una cortina en un hotel. Se puso a la venta en junio de 2010 bajo el sello Mercury Records.

### The Sun Came Out (Proyecto7 Worlds Collide)
El 31 de agosto de 2009 aparece a la venta el disco doble con 24 temas The Sun Came Out que forma parte del proyecto Seven Worlds Collide, continuación del que se hizo en 2001. En el álbum de estudio, al que le acompaña una serie de conciertos, participan artistas y familiares de Neil como Phil Selway y Ed O'Brien de Radiohead, Johnny Marr, KT Tunstall, Jeff Tweedy, Sharon Finn, Tim Finn, Elroy Finn, etc. Neil Finn se encargó de coordinar este trabajo con el fin de recaudar dinero para Oxfam.

### Regreso en solitario
En febrero de 2014 está previsto que salga al mercado su tercer álbum de estudio como solista, titulado Dizzy Heights. «Divebomber» es el tema elegido como sencillo de presentación. El videoclip fue grabado en Grecia bajo la dirección del propio artista. El tema está inspirado en el filme de la Segunda Guerra Mundial del mismo título.
En septiembre de 2018, se incorpora como cantante y guitarrista, al grupo Fleetwood Mac,en sustitución de Lindsey Buckingham.

## Trabajos para el cine y la televisión
Ha contribuido en la música de películas y series de televisión, como Rain, Antz o Boston Legal. Compuso e interpretó el tema principal de la película El hobbit: un viaje inesperado, titulado «Song of the Lonely Mountain».

## Vida personal
En 1975 acabó el colegio y un año después formó el grupo After Hours. En sus inicios con Split Enz, Neil tenía poca experiencia como guitarrista y compositor. Neil se casó en 1982 con Sharon Dawn Johnson, la canción «I Love You Dawn» está dedicada a ella. Tiene dos hijos, Liam y Elroy, que le acompañan habitualmente como músicos en sus conciertos.

## Discografía

### En solitario
| Año  | Título                             | Sello discográfico |
| ---- | ---------------------------------- | ------------------ |
| 1998 | Try Whistling This                 | Parlophone         |
| 2001 | One Nil                            | Parlophone         |
| 2001 | 7 Worlds Collide                   | Parlophone         |
| 2009 | 7 Worlds Collide, The Sun Came Out | Sony               |
| 2014 | Dizzy Heights                      | Lester Records     |
| 2017 | Out of Silence                     | EMI                |

### Con Crowded House
- Crowded House (1986)
- Temple Of Low Men (1988)
- Woodface (1991)
- Together Alone (1993)
- Recurring Dream (1996)
- Afterglow (1999)
- Farewell To The World (2006)
- Time On Earth (2007)
- Intriguer (2010)
- Dreamers are Waiting (2021)

### Con Finn Brothers
- Finn (1996)
- Everyone Is Here (2004)

### Con Liam Finn
- Lightsleeper (2018)

### Con Paul Kelly
- Goin' Your Way (2013)

### Con Pajama Club
- Pajama Club (2011)